# Bon voyage (boutique)
Pour les articles homonymes, voir Bon voyage.
Bon voyage (ボン・ヴォヤージュ en japonais) est une boutique du Tokyo Disney Resort située à l'entrée le long de l'entrée du complexe entre :
- la gare ferroviaire de Maihama, le complexe d'Ikspiari (avec sa gare de monorail)
- la place d'entrée de Tokyo Disneyland et du Tokyo Disneyland Hotel (avec sa gare de monorail)

La boutique a été conçue par Eddie Sotto alors au sein de Walt Disney Imagineering, sur le thème de l'âge d'or du voyage de luxe avec pour principe de l'achat de la dernière chance avant de partir. Elle ouvre le 1er mars 2001.
La boutique prend la forme d'une valise posée sur la tranche (cuir et argent) et d'une boîte à chapeau (rouge à motif bleu) déposée par des « géants ». La boîte à chapeau est en partie creuse permettant le passage d'un pont entre les différentes parties de la zone (cf. le chemin d'entrée du complexe). Elle propose des articles Disney au cas où ceux des parcs et d'Ikspiari ne seraient pas suffisants.

## Notes et références

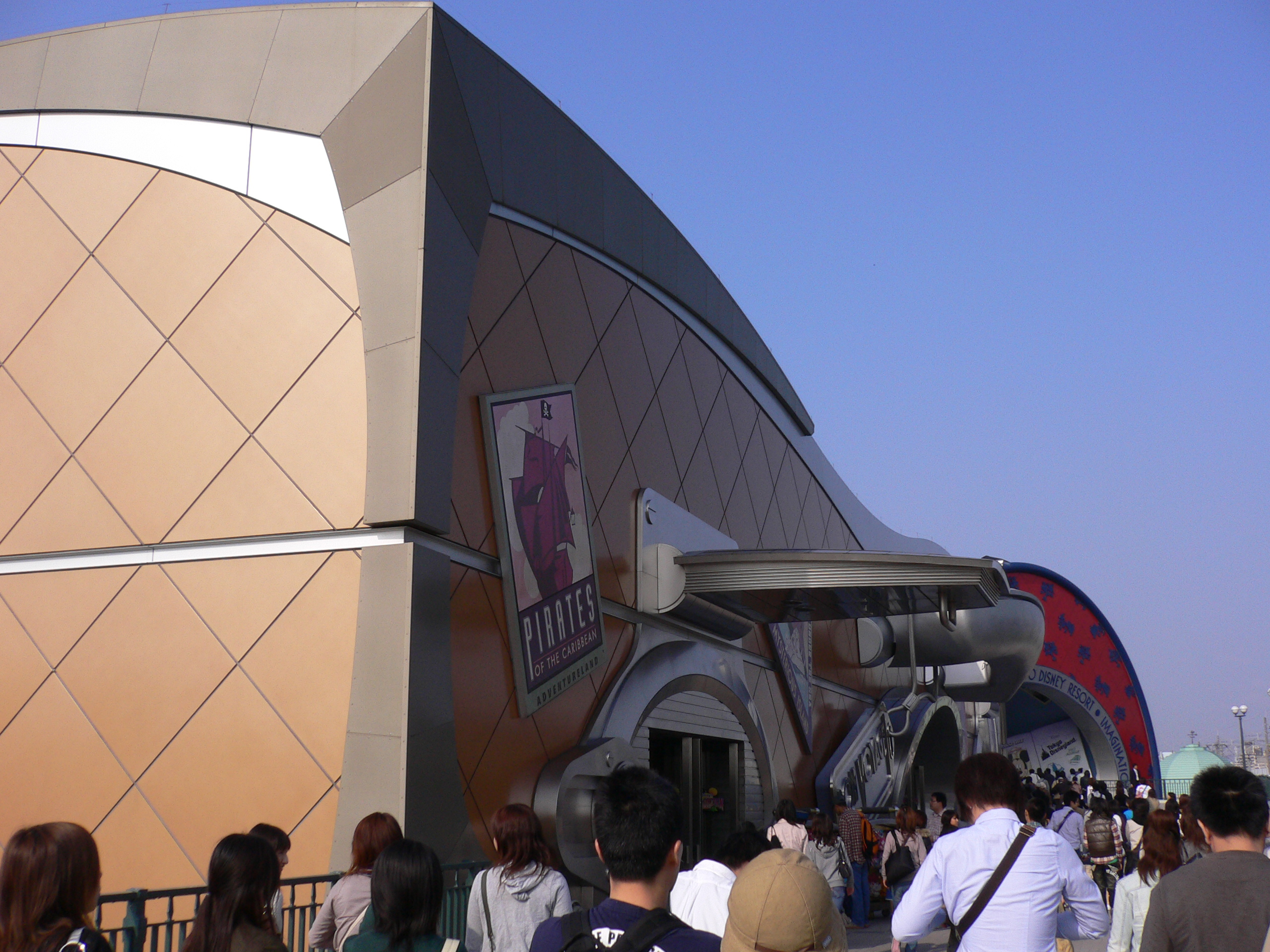
Entrée de la boutique Bon voyage.